# Ленс Вільямс (дослідник графіки)
Ленс Дж. Вільямс (англ. Lance J. Williams; нар. 25 вересня 1949 — 20 серпня 2017) — був видатним дослідником графіки, який зробив значний внесок у попередню фільтрацію карти текстури, алгоритми візуалізації тіней, анімацію обличчя та техніку згладжування. Вільямс був одним із перших, хто визнав потенціал комп'ютерної графіки для трансформації створення кіно та відео.
Вільямс помер у віці 67 років 20 серпня 2017 року після боротьби з раком. Залишилися дружина та двоє дітей.

## Освіта
Вільямс був студентом з відзнакою за спеціальністю «Англійська мова» та «Азійські студії» в Університеті Канзасу та отримав ступінь бакалавра в 1972 році. Будучи студентом в університеті Канзасу, брав участь у університетських шахових турнірах і, як кажуть, мав рейтинг 1800. До Університету Юти його привернув літній семінар «Гуманістичне обчислення», який проводив Джеф Раскін в УК. У 1973 році приєднався до аспірантської програми комп'ютерних наук в Університеті Юти та вивчав комп'ютерну графіку та анімацію під керівництвом Івана Сазерленда, Девіда Еванса та Стівена Кунса. У той час, на початку 1970-х років, Університет штату Юта був центром значної частини піонерської роботи в області комп'ютерної графіки. У 1977 році Ленс залишив штат Юта (закінчивши докторську роботу та склавши іспити, крім написання дисертації), щоб приєднатися до Нью-Йоркського технологічного інституту (NYIT). Під час навчання в NYIT Вільямс винайшов техніку міпмаппінг для фільтрації текстур, яка сьогодні повсюдно використовується графічним обладнанням для ПК і відеоігор, а також написав і зрежисував покинутий проект The Works, який був би першим повністю 3D-фільмом CGI, якби він був закінчений на початку 1980-х, як передбачалося.

## Професійна кар'єра
У 1976—1986 роках Вільямс працював у Нью-Йоркському технологічному інституті (NYIT) над дослідженнями та комерційною анімацією, а також розробкою відображення тіней і відображення текстур «mip». Згодом Вільямс консультував Jim Henson Associates, незалежно розробив відстеження обличчя для комп'ютерної анімації, працював шість років у групі передових технологій Apple Computer, починаючи з 1987 року. Перебуваючи там, він співпрацював з Еріком Ченом, щоб започаткувати першу роботу з візуалізації на основі зображень, розробив «Віртуальну інтегральну голографію» (разом з Деном Венолією), створив 3D-системи малювання та зробив внесок у QuickTime VR. Понад 20 років є піонером у роботі над системами анімації обличчя. У 1997 році Вільямс приєднався до DreamWorks SKG. У 2002 році став головним науковим співробітником Walt Disney Animation Studios. У 2006 році Вільямс приєднався до Google і працював із Google Geo Group (Карти та Земля). У 2008 році був керівником дослідницького персоналу в Nokia, а з 2012 року приєднався до NVIDIA Research.

## Публікації
• «Тіні для Cel Animation» (разом з Адамом Фінкельштейном та ін.) Комп'ютерна графіка (SIGGRAPH 2000 Proceedings) 511—516.
• «Обробка сигналу руху», (разом з Арміном Брудерліном) Комп'ютерна графіка (SIGGRAPH '95 Proceedings) 97-104.
• «Анімація зображень за допомогою лінійних малюнків» (разом з Пітом Літвіновичем) Комп'ютерна графіка (SIGGRAPH '94 Proceedings) 409—412.
• «Прогляд інтерполяційного синтезу зображень», (разом з Shenchang Eric Chen) Комп'ютерна графіка (SIGGRAPH '93 Proceedings) 279—288.
• «Живі картини», (запрошена доповідь) Комп'ютерна анімація '93, Швейцарія, 1993.
• "Shading in Two Dimensions, " Graphics Interface '91, Калгарі, Альберта, 1991.
• «3D Paint», Computer Graphics 24, 2, 1990 Symposium on Interactive 3D Graphics, 1990.
• «Особлива анімація, керована продуктивністю», комп'ютерна графіка (SIGGRAPH '90 Proceedings) том. 24, вип. 4, 235—242.
• «Pyramidal Parametrics», Computer Graphics (SIGGRAPH '83 Proceedings) vol. 17, № 3, 1-11.
• «Casting Curved Shadows on Curved Surfaces», Computer Graphics (SIGGRAPH '78 Proceedings) vol. 12, № 3, 270—274.

## Визнання
- 1971 р. — п'ятий міжвузівський чемпіонат країни з шахів
- 15 серпня 2001 року Вільямс отримав премію ACM SIGGRAPH Coons Award за видатний творчий внесок у комп'ютерну графіку.
- 2 березня 2002 року Вільямс отримав нагороду за технічні досягнення 2001 року від Академії кінематографічних мистецтв і наук за «його піонерський вплив у галузі комп'ютерної анімації та ефектів для кінофільмів».
- 2002 — Почесний доктор образотворчих мистецтв, Columbus College of Art and Design.